# Hélio Lobo
Hélio Lobo (Juiz de Fora, 27 de outubro de 1883 — Rio de Janeiro, 1 de janeiro de 1960) foi um diplomata, ensaísta, biógrafo e historiador brasileiro.
Oriundo de uma família proeminente na política, era filho de Fernando Lobo Leite Pereira e de Maria Barroso Lobo. Seu pai foi Senador por Minas Gerais, ocupando também o cargo de  Ministro da Justiça e de  Chanceler no governo de Floriano Peixoto. Seu tio paterno,  Américo Lobo, foi Ministro do Supremo Tribunal Federal (STF). 
Formou-se pela Faculdade de Direito do Rio de Janeiro (FND), em 1903. Ingressou no Itamarati, onde logo demonstrou a sua vocação para a diplomacia (1907-1915). Nesta época, começou a escrever os seus primeiros trabalhos sobre a diplomacia brasileira, utilizando-se da Biblioteca do Itamarati para suas pesquisas, tendo sido cônsul-geral do Brasil em Londres/Inglaterra e Nova Iorque/EUA.
Foi ainda, representante do Brasil na fracassada Conferência de Evian, em 1938, na França.
Membro da cadeira nº 13 da Academia Brasileira de Letras, na sucessão de Sousa Bandeira, tendo sido eleito em 06 de junho de 1918 e tomado posse em 26 de novembro de 1919.
No campo literário colaborou na revista Atlântida(1915-1920)

## Obras
- Sabres e togas, (1906);
- O Tribunal Arbitral Brasileiro-Boliviano, 1910);
- De Monroe a Rio Branco, (1912);
- Brasil, Terra cara... (1913);
- O Brasil e seus princípios de neutralidade, (1915);
- Aos estudantes do Rio da Prata, (1918);
- Coisas diplomáticas (1918);
- A passo de gigante, (1923);
- Coisas americanas e brasileiras (1925);
- Brasilianos e yankees (1926);
- No limiar da Ásia, (1935);
- Um varão da República: Fernando Lobo, (1937);
- Manuel de Araújo Porto-Alegre, (1938);
- O pan-americanismo e o Brasil (1939);
- O domínio do Canadá, (1942).